# 中国民主促进会

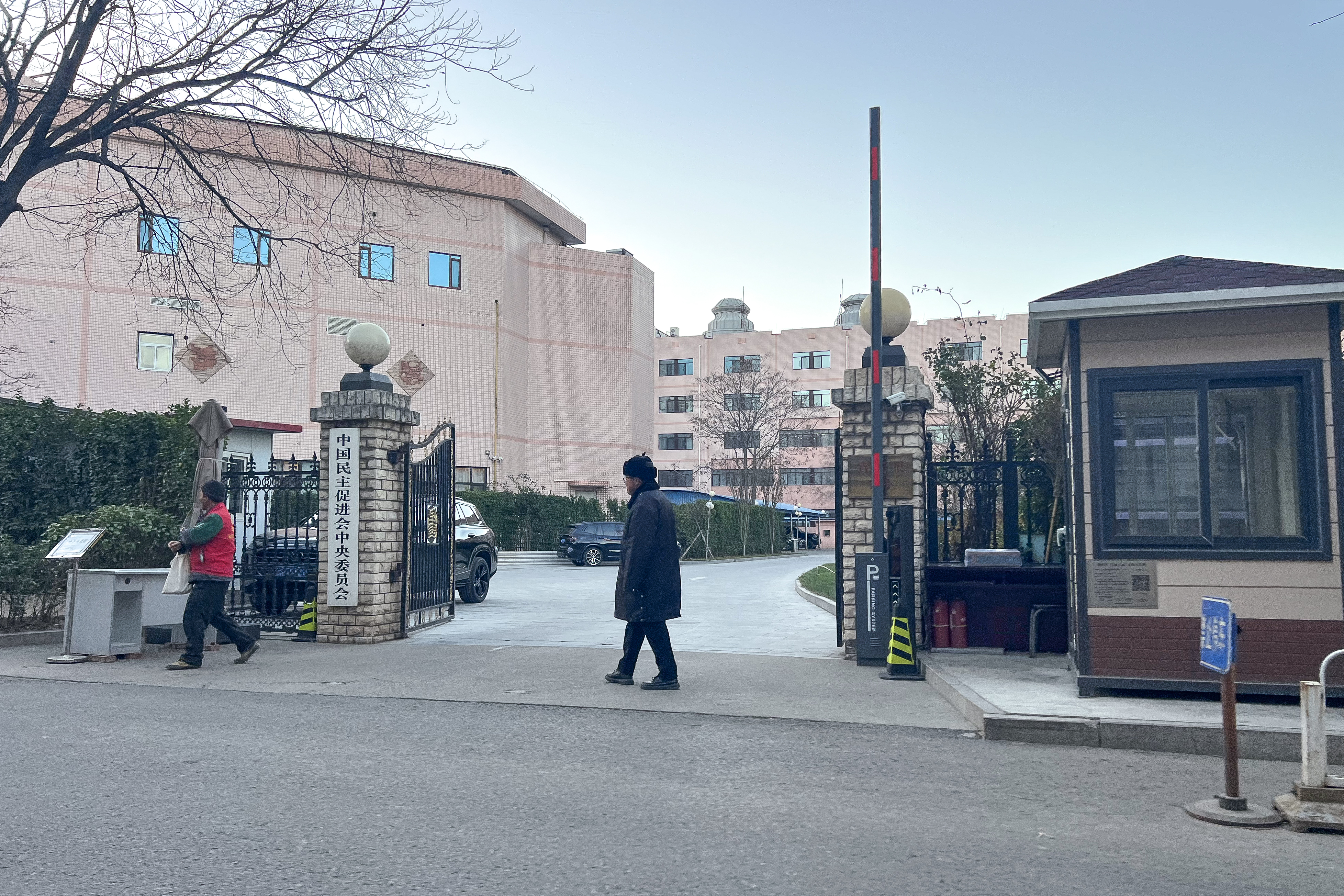
民进中央机关

中国民主促进会，简称民进，是中华人民共和国排名第四的民主党派，现为全国人大常委会内的第三大党，会员总人数在民主党派中排第四，在全国政党中排第五。
民进创立于1945年，是以从事教育文化出版传媒以及相关科学技术领域高中级知识分子为主、具有政治联盟性质的政党，是同中国共产党通力合作的中国特色社会主义参政党。中国共产党对民进进行政治领导，但表示保证组织独立和法律地位平等，不会干扰民主党派的独立性及日常事务。
中国民主促进会是中华人民共和国八个参政的民主党派之一，是接受中国共产党领导、同中国共产党亲密合作、致力于建设中国特色社会主义事业的参政党。
民进早期会员多来自民主人士。目前会员主要来自从事教育、文化、出版工作的高级、中级知识分子。截至2021年底，民进共有会员188,820人，在内地除青海、西藏的29个省建立了地方组织。

## 历史

### 创建
1945年12月30日，中国民主促进会在上海明复图书馆旁的一幢洋房内正式成立；主要创始人有马叙伦、王绍鏊、周建人、许广平、林汉达、徐伯昕、赵朴初、雷洁琼、郑振铎、柯灵等人。在创立之初，民进是以“发扬民主精神，推进中国民主政治之实现”为宗旨的政治组织。由于所持政治立场与国民党当局不同，民进在成立后不久，曾被迫转入“地下”。

### 参政
受中国共产党的邀请，1949年9月，民进派代表马叙伦、许广平、周建人、王绍鏊、雷洁琼等出席了中国人民政治协商会议第一届全体会议，参与了制订《中国人民政治协商会议共同纲领》和组建中央人民政府的工作。此后，一些民进党员出任中央人民政府要职。

### 改革与现状
1988年11月，民进第六次全国代表大会通过的《中国民主促进会章程》对民进的性质、政治纲领等作了新的规定，明确规定民进是中国共产党领导的具有政治联盟特点的民主党派。
民进中央机关分设办公厅、组织部、宣传部、社会服务部、议政调研部、研究室等6个职能部门；主办月刊《民主》杂志，并有开明出版社、开明音像出版社等宣传单位。截至1997年6月底，民进会员总数6.5万余人，其中教育界人士占74.3%，科技、文化、出版和医药卫生界人士占16.3%；女会员占40%。

## 現任地方政府任職
- 赵明，1969年3月生，安徽巢湖人，现任安徽省科学技术厅厅长
- 孙俊青，1971年3月生，现任内蒙古自治区人民政府副主席、内蒙古社会主义学院院长
- 郭国成，1971年7月生，福建莆田秀屿人，现任莆田市人民政府副市长
- 熊继军，1971年8月生，湖北黄冈市浠水县人，现任工业和信息化部副部长
- 焦斌龙，1972年4月生，山西阳城人，现任山西省审计厅厅长
- 沈祥春，1973年1月生，山东郯城人，现任贵州省医疗保障局局长
- 高琳，1975年2月生，四川万源人，现任重庆市文化和旅游发展委员会主任
- 龙丁敏，1978年7月生，海南陵水人，现任海南省民政厅厅长

## 历任中央委员会主席
|      |      |        |                |                | |  |  |
| 任次 | 肖像 | 姓名   | 任職期間       | 任職期間       | 備註 |  |  |
| 任次 | 肖像 | 姓名   | 就任時間       | 卸任時間       | 備註 |  |  |
| 1    |      | 马叙伦 | 1950年4月26日  | 1966年7月      | 1950年，在中国民主促进会第一次全国代表大会上，马叙伦当选中国民主促进会中央委员会第一任主席。此后，在中国民主促进会第二次和第三次全国代表大会上，他继续连任主席。在中国民主同盟第一届中央委员会第七次全体会议上，马叙伦获增选为中国民主同盟中央副主席，此后他还连任第二届和第三届中国民主同盟中央副主席 |  |  |
| 2    |      | 周建人 | 1979年10月22日 | 1984年7月29日  | 马叙伦1970年逝世后，职务空缺，1979年推选周建人担任主席 |  |  |
| 3    |      | 叶圣陶 | 1984年12月22日 | 1987年6月5日   | 1962年，叶圣陶加入中国民主促进会，在1979年民进四代大会上，当选为民进中央副主席，1984年9月，出任民进中央代主席。1984年12月，在民进七届二中全会上被推选为主席 |  |  |
| 4    |      | 雷洁琼 | 1987年6月5日   | 1997年11月26日 | 1986年，被增选为第六届全国政协副主席；1987年6月，接任中国民主促进会中央主席；1988年4月，在第七届全国人民代表大会第一次会议上，当选全国人大常委会副委员长；1993年3月，连任第八届全国人大常委会副委员长职务。1997年12月，在民进第十次全国代表大会上，卸任主席职务的同时，被推举为民进中央名誉主席        |  |  |
| 5    |      | 许嘉璐 | 1997年12月26日 | 2007年12月7日  | 曾任第九届、十届全国人大常委会副委员长 |  |  |
| 6    |      | 严隽琪 | 2007年12月7日  | 2017年12月7日  | 曾任第十一届、十二届全国人大常委会副委员长、中央社会主义学院院长 |  |  |
| 7    |      | 蔡达峰 | 2017年12月7日  | 现任           | 曾任第十三届全国人大常委会副委员长，现任第十四届全国人大常委会副委员长 |  |  |

## 外部連結
- 中國民主促進會網站（页面存档备份，存于）